# Stictopelta assimilis
Stictopelta assimilis är en insektsart som beskrevs av Fowler. Stictopelta assimilis ingår i släktet Stictopelta och familjen hornstritar. Inga underarter finns listade i Catalogue of Life.